# Гиндин, Михаил Ефимович
Михаи́л Ефи́мович Ги́ндин (24 ноября 1904, Херсон — 12 мая 1967, Москва) — советский оператор игрового и неигрового кино, фронтовой кинооператор в годы Великой Отечественной войны. Лауреат двух Сталинских премий (1946, 1951).

## Биография
Родился в Херсоне (ныне — Украина). С 1919 по 1924 год служил в Красной армии.
После демобилизации в 1924—1925 годах учился на кинофабрике «Пролеткино», с октября 1925 по 1928 год работал оператором на кинофабрике «Госвоенкино», с октября 1929 года — на Московской кинофабрике «Совкино» (кинофабрика «Мосфильм» с 1935 года).
В 1931 году окончил операторский факультет Государственного института кинематографии, там же преподавал с 1931 по 1936 год.
За несколько месяцев до войны вошёл в Центральную военно-оборонную комиссию при Московском доме кино.
В 1945 году работал во фронтовой киногруппе 1-го Украинского фронта, с операторами которой участвовал в Берлинской наступательной операции, снимал встречу Красной армии с войсками 1-й армии США.
С 1946 года вновь на «Мосфильме». Осенью 1949 года в составе группы советских документалистов выезжал на съёмки в КНР. В период 1955—1962 годов работал над восстановлением фильмов.
Привлекался к съёмкам праздничных парадов, концертов, заседаний и съездов. Автор сюжетов для кинопериодики «Советское искусство» и других.
Член ВКП(б) с 1925 года, член Союза кинематографистов СССР с 1958 года.
Скончался 12 мая 1967 года в Москве.

## Фильмография
Оператор
- 1926 — В красном кольце (совместно с Б. Франциссоном)
- 1928 — К новым берегам
- 1929 — Если хочешь мира!.. (документальный)
- 1929 — Приключения Братишкина (мультипликационный; совместно с В. Соловьёвым)
- 1929 — СЭП № 1 (совместно с Я. Толчаном, Е. Славинским)
- 1930 — Стыдно сказать
- 1930 — Швейники (документальный)
- 1931 — Про белого бычка
- 1931 — Шторм
- 1933 — Есть в полёт! (документальный; в соавторстве)
- 1933 — Конвейер смерти
- 1935 — Аэроград (совместно с Э. Тиссэ, Н. Смирновым)
- 1935 — Счастливая юность (документальный; в соавторстве)
- 1936 — Заключённые (совместно с Б. Петровым)
- 1938 — Честь
- 1939 — В поисках радости / Сказ о Никите Гурьянове
- 1940 — Концерт-вальс (совместно с Л. Косматовым)
- 1942 — Котовский
- 1943 — Киноконцерт к двадцатипятилетию Красной Армии (совместно с Е. Андриканисом, Е. Ефимовым)
- 1943 — Кутузов
- 1945 — Юные музыканты (документальный; совместно с Г. Гибером)
- 1946 — Бранденбургские ворота (не завершён)
- 1946 — День танкистов (документальный; в соавторстве)
- 1946 — Молодость нашей страны (документальный; в соавторстве)
- 1947 — Слава Москве / 800-летие Москвы (документальный; в соавторстве)
- 1950 — В новом Шанхае (СССР — КНР) (документальный; в соавторстве)
- 1950 — На юге Китая (СССР — КНР) (документальный; в соавторстве)
- 1950 — Новый Пекин (СССР — КНР) (документальный; в соавторстве)
- 1950 — Освобожденный Китай (в соавторстве)
- 1950 — По реке Янцзы (документальный; совместно с Н. Блажковым)[9]
- 1951 — Большой концерт (фильм-концерт; совместно с В. Николаевым)
- 1952 — Школа злословия (совместно с В. Николаевым)
- 1954 — Весёлые звёзды (совместно с В. Николаевым)
- 1963 — Мелодии Дунаевского (совместно с И. Черных)
- 1965 — Ленин в Швейцарии (совместно с В. Масленниковым)
- 1966 — Накануне. Последние годы эмиграции В. И. Ленина, 1914—1917 гг. (не выпущен; совместно с В. Масленниковым)

Сценарист
- 1926 — Чиркин в казарме / День Чиркина (совместно с Е. Якушкиным)

## Награды и премии
- орден Трудового Красного Знамени (14 апреля 1944) — за успешную работу в области советской кинематографии в дни Отечественной войны и выпуск высокохудожественных картин[10];
- медаль «За доблестный труд в Великой Отечественной войне 1941—1945 гг.» (1945)[6];
- медаль «За победу над Германией в Великой Отечественной войне 1941—1945 гг.» (1945)[6];
- Сталинская премия первой степени (1946) — за фильм «Кутузов» (1943)[1];
- Сталинская премия первой степени (1951) — за документальный фильм «Освобожденный Китай»[7];
- орден КНР[8];
- медали СССР[8].